# Moorlilie

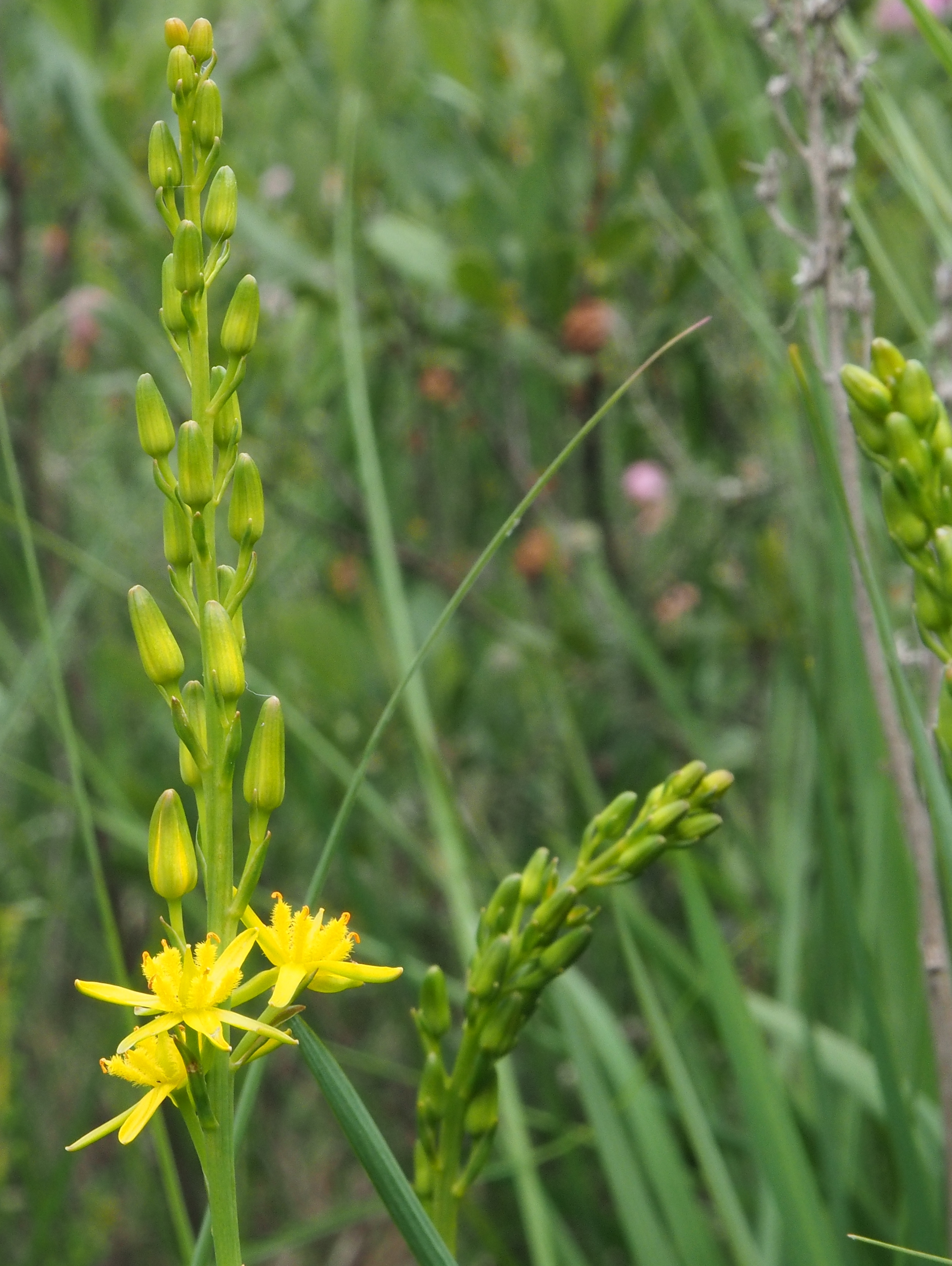
Beinbrech im Knospenstadium

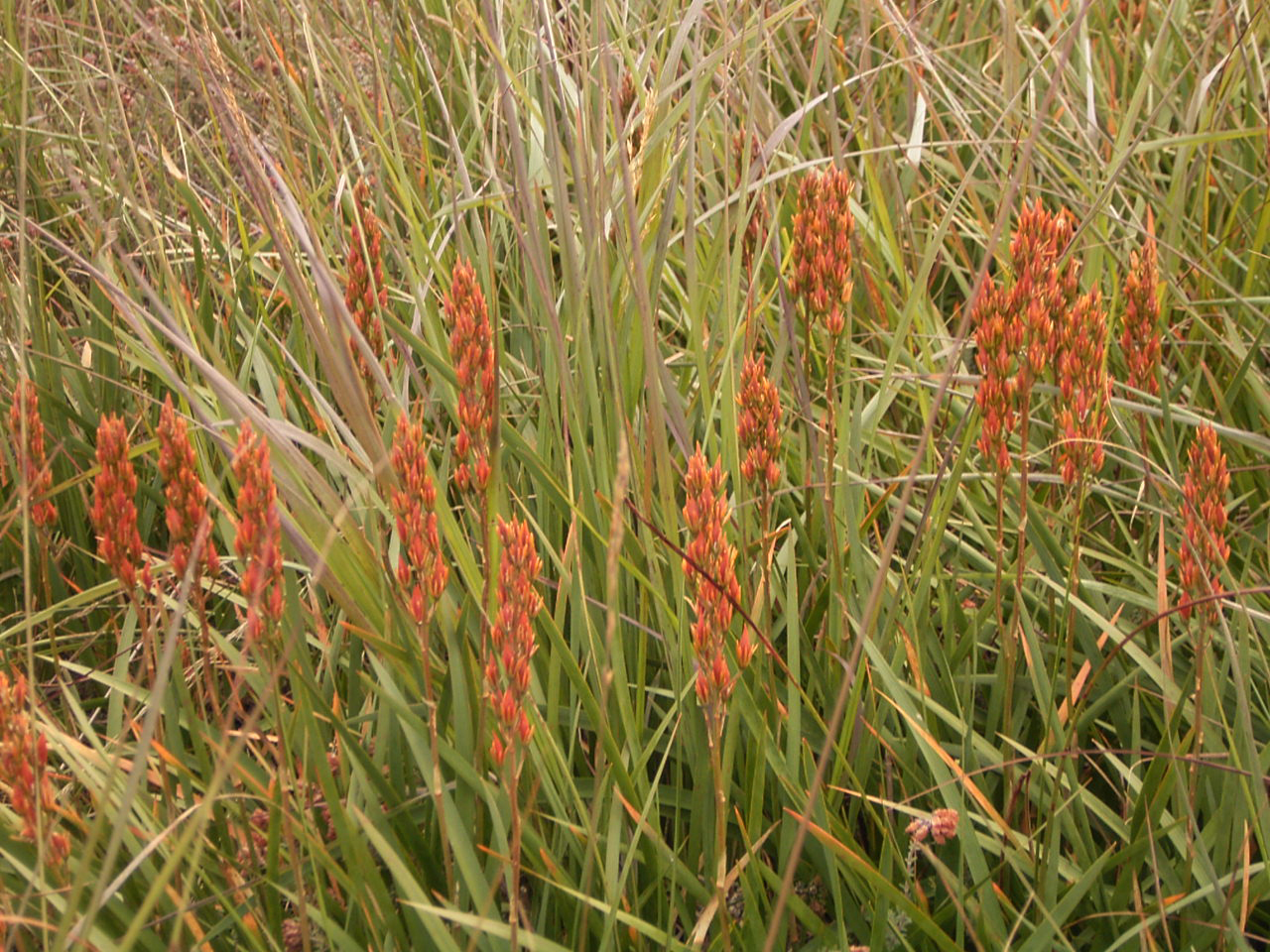
Fruchtstände des Beinbrechs (Narthecium ossifragum)

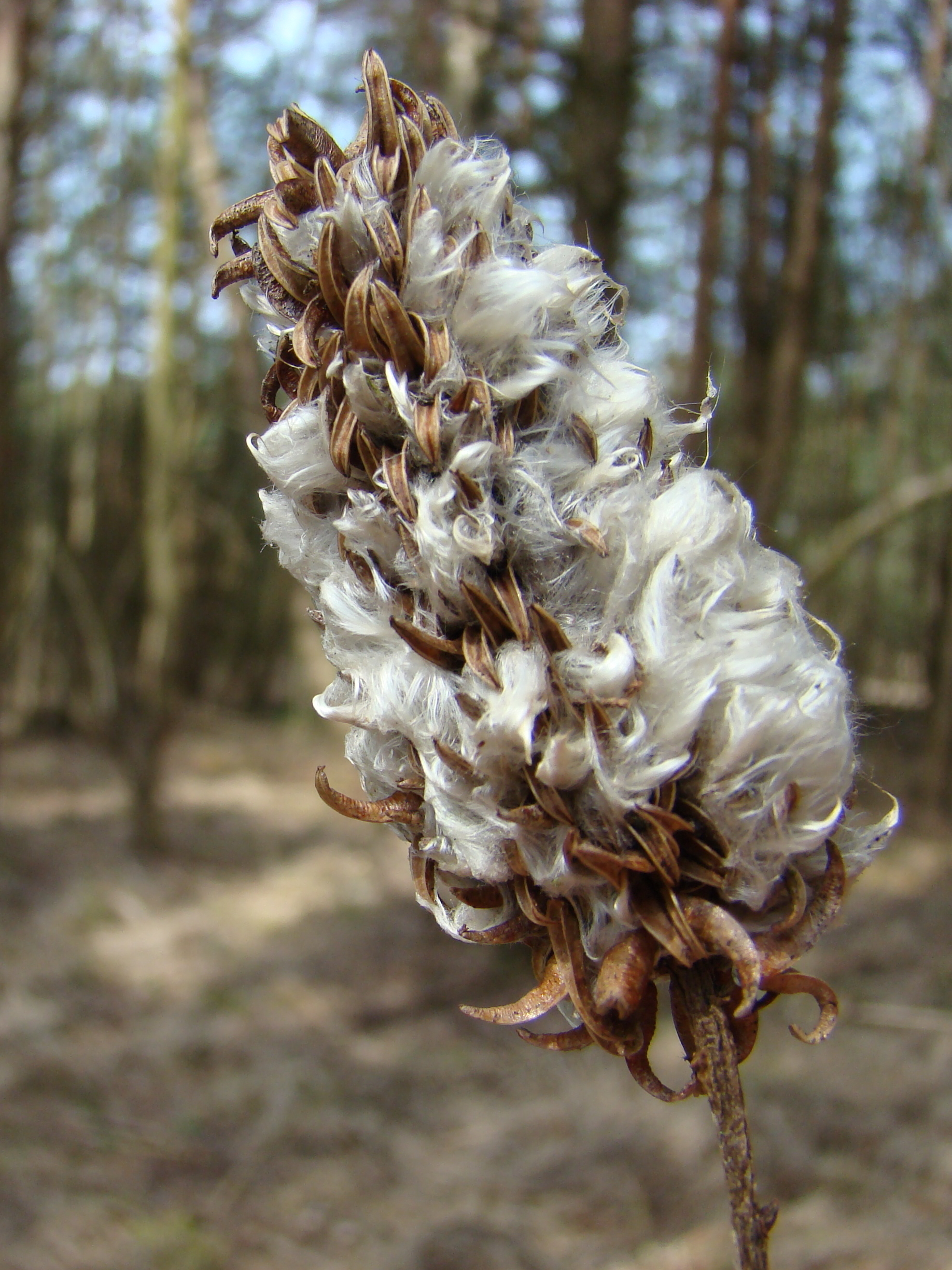
Fruchtstand mit geöffneten Kapselfrüchten

Die Moorlilie (Narthecium ossifragum), auch Beinbrech, Ährenlilie oder Gelbe Moorlilie, ist eine Pflanzenart aus der Gattung Narthecium. Diese Pflanzenart hat ein nur sehr kleines Verbreitungsgebiet und ist in Deutschland nach der Bundesartenschutzverordnung (BArtSchV) besonders geschützt. Die Moorlilie wurde von der Stiftung Naturschutz zur Blume des Jahres 2011 gewählt.

## Beschreibung
Die Moorlilie ist eine ausdauernde krautige Pflanze, die Wuchshöhen von 10 bis 30 cm erreicht. Die Pflanze besitzt als Überdauerungsorgan ein dünnes Rhizom, aus dem sich die klebrigen, aufrechten Blütenstängel entwickeln. Die unteren, kräftig grünen, schwertförmigen und ungestielten Laubblätter verfügen über deutliche Längsnerven und sind bis zu 4 mm breit. Im unteren Bereich sind sie schmal V-förmig mit aneinander liegenden Blatthälften.
Von Juli bis August bilden sich endständige, lockere, traubige Blütenstände, die eine Länge von 5 bis 8 cm lang erreichen und bis zu 25 Blüten entwickeln. Die dreizähligen Blüten weisen einen Durchmesser von 1 bis 1,5 cm auf. Die sechs Blütenhüllblätter sind innen gelb und an der Außenseite grünlich. Die sechs Staubblätter besitzen wollig behaarte Staubfäden und orange bis leuchtend rote Staubbeutel.
Es werden dünnwandige eiförmige bis lanzettlich-eiförmige Kapselfrüchte ausgebildet, die schwach in drei Segmente geteilt sind. Die hellgelben Samen sind schmal-ellipsoid und an beiden Enden beborstet.
Die Chromosomenzahl beträgt 2n = 26.

## Ökologie
Die Blüten sind Pollenblumen und unterliegen der Windbestäubung. Die dicht behaarten Staubfäden sammeln zunächst den Pollen, bis er vom Wind erfasst wird. Insektenbesuch ist selten und geschieht z. B. durch Bienen; wegen des Blütenduftes ist mindestens auch mit dem Besuch von Pollenfressern zu rechnen. In diesem Zusammenhang wird die starke Behaarung der Staubfäden auch als Pollenattrappe gedeutet, die dem Bestäuber mehr Pollen vortäuscht, als wirklich angeboten wird.
Die Früchte sind fachspaltige Kapseln mit lang geflügelten Samen, die sich als Segelflieger und Wasserhafter ausbreiten.

## Vorkommen
Das Verbreitungsgebiet umfasst die Länder Portugal, Spanien, Frankreich, Großbritannien, Irland, Norwegen, Färöer-Inseln, Südschweden, Belgien, die Niederlande, Deutschland und früher Tschechien.
Das Hauptverbreitungsgebiet der Moorlilie liegt in atlantischen Klimaregionen der küstenbegleitenden Tiefländer Mitteleuropas; unter günstigen Bedingungen auch an den Nordwesträndern der Mittelgebirge. Sie wächst auf sauren, torfigen Moorböden. Diese Art braucht hohe Luftfeuchtigkeit. Der Beinbrech ist sehr selten und findet sich oft nur in kleinen Populationen. Er ist eine Charakterart des Verbands Ericion tetralicis.

## Name
Im Volksmund wird die Moorlilie auch als „Beinbrech“ bezeichnet. Dieser Name rührt daher, dass die Pflanze für Knochenbrüche beim Weidevieh verantwortlich gemacht wurde. Der Beinbrech war früher auch im Magergrünland häufig. Der fehlende Kalkgehalt im Boden führte zu einer unzureichenden Knochenbildung und damit häufig zu Knochenbrüchen.
Der wissenschaftliche Name leitet sich von altgriechisch νάρθηξ nárthēx „Stab“ ab und bezieht sich auf den stabförmigen Blütenstand. Das Art-Epitheton ossifragum leitet sich ab vom lateinischen ōs (Genitiv óssis) für „Knochen“ und frángere für „brechen“ und bezieht sich ebenfalls auf die oben genannte Knochenbrüchigkeit.

## Beinbrech und der Mensch
Bei Schafen verursacht der Konsum der Moorlilie eine Krankheit, die in Norwegen als „Alvelden“ bekannt ist. Ein Saponin, das in der Pflanze enthalten ist, stört die Leberfunktion der Schafe. So können Abbauprodukte des Blattgrüns in das Blut gelangen und verursachen dort eine Lichtempfindlichkeit, die dann zu Schwellungen und Hautwunden führt. Offenbar sind nur weiße Schafe für diese Krankheit empfindlich.